# EXPANSION
『EXPANSION』（エクスパンション）は、2000年8月23日にワーナーミュージック・ジャパン/DREAM MACHINEから発売された小柳ゆき2枚目のオリジナル・アルバム。

## 解説
- アルバムとしては2作目となるオリコン1位を獲得。売上もシングル・アルバム含め初のミリオンセラーを記録。自身最大のセールスを誇る。
- 台湾・マレーシアでも発売（台湾では2000年9月14日、マレーシアでは2001年6月29日発売）。

## 収録曲
作曲・編曲：原一博（特記以外）
1. feel the destiny (4:48)
  - 作詞：松井駿
2. Legend of my love (5:29)
  - 作詞：樋口侑
3. heaven feelin' (5:20)
  - 作詞：川村ヒロ　作曲：日高慶典　編曲：高木茂治
4. unreliable (6:23)
  - 作詞：小柳ゆき・樋口侑
5. 愛情 <album version> (5:37)
  - 作詞：小柳ゆき・樋口侑
  - 4thシングル
6. prove my heart <album version> (4:59)
  - 作詞：川村ヒロ
  - 5thシングルのC/W
7. fortune (5:37)
  - 作詞：小柳ゆき・樋口侑　作曲・編曲：山田直毅
8. can't hold me back <album version> (5:07)
  - 作詞：川村ヒロ　作曲：日高慶典　編曲：高木茂治
  - 4thシングル
9. BRAND NEW WORLD (4:33)
  - 作詞：松井駿
10. ア・カ・シ (3:52)
  - 作詞：小柳ゆき　作曲・編曲：中崎英也
11. be alive <album version> (5:12)
  - 作詞：小柳ゆき・樋口侑
  - 5thシングル
12. precious time (5:34)
  - 作詞・作曲・編曲：中崎英也
13. [bonus track] prove my heart <Hollywood remix> (4:40)
  - 作詞：川村ヒロ　編曲：Shiro Gutzie